# Robert Magdziarz
Robert Magdziarz (ur. 21 listopada 1967) – polski informatyk, inżynier, menedżer, urzędnik państwowy samorządowy, w latach 2018–2023 drugi wicewojewoda śląski.

## Życiorys
Pochodzi z Częstochowy. Ukończył studia z zakresu energetyki na Politechnice Częstochowskiej. Jego praca dyplomowa dotyczyła ekologii i informatyzacji. Kształcił się także podyplomowo w zakresie organizacji i zarządzania oraz informatyki na Politechnice Śląskiej.
Od 1991 pracował w Hucie Częstochowa (Dział Głównego Energetyka, potem Biuro Dyrektora Huty), a w 1995 przeszedł do administracji rządowej, wdrażając rozwiązania informatyczne w Urzędzie Wojewódzkim w Częstochowie jako informatyk wojewódzki. Od 1997 kierował Ośrodkiem Informatyki Urzędu Wojewódzkiego w Częstochowie, a po jego przekształceniu od 1999 – częstochowskiej filii Ośrodka Informatyki Śląskiego Urzędu Wojewódzkiego. W latach 2000–2007 pracował w niepełnym wymiarze czasu, jako administrator systemów informatycznych w Śląskim Oddziale Regionalnym Agencji Restrukturyzacji i Modernizacji Rolnictwa. Od 2007 do 2008 pozostawał wiceprezesem Wojewódzkiego Funduszu Ochrony Środowiska i Gospodarki Wodnej w Katowicach. Wiosną 2010 wygrał konkurs na stanowisko naczelnika Wydziału Ochrony Środowiska, Rolnictwa i Leśnictwa w częstochowskim Urzędzie Miejskim. Naczelnikiem był do końca stycznia 2013. Potem pracował jako kierownik referatu w dziale IT, a następnie jako główny specjalista w Wydziale Mienia i Nadzoru Właścicielskiego częstochowskiego urzędu miasta. W latach 2016–2018 był wiceszefem częstochowskiego oddziału Kasy Rolniczego Ubezpieczenia Społecznego, następnie po wygranym konkursie 15 marca 2018 objął stanowisko wicedyrektora Oddziału Zakładu Ubezpieczeń Społecznych w Częstochowie.
Zasiadł w zarządzie okręgowym Prawa i Sprawiedliwości w Częstochowie. 29 listopada 2018 został powołany na stanowisko II wicewojewody śląskiego. W grudniu 2023 zakończył pełnienie funkcji wicewojewody. W 2024 bez powodzenia kandydował do rady miejskiej Częstochowy

## Życie prywatne
Pasjonuje się motoryzacją i muzyką. Jest żonaty, ma dorosłego syna.